# Underwater Archaeological Society of British Columbia
Die Underwater Archaeological Society of British Columbia (UASBC) ist eine kanadische Organisation, die seit 1975 besteht und sich mit der Unterwasserarchäologie British Columbias beschäftigt und somit Beiträge zur Geschichte British Columbias liefert. Dabei konzentriert sie sich auf havarierte Schiffe des 19. Jahrhunderts im Umkreis von Vancouver Island, aber auch von Schiffen, die auf den Seen im Hinterland verkehrten. Offizielles Publikationsorgan ist das Foghorn. Jährlich werden Konferenzen in Museen und sonstigen Forschungsinstituten durchgeführt.

## Geschichte
Die ersten Wracks, mit denen sich die UASBC befasste, waren die der in der Straße von Georgia liegenden Schiffe Panther,  Zephyr, Del Norte und Iroquois. 1980 dehnte sie ihr Aufgabengebiet aus und kümmerte sich um Fragen der Konservierung und Bergung. Bald wurden Schiffswracks um die Gulf Islands, im Barkley Sound, um den Nootka und den Clayoquot Sound im Westen von Vancouver Island, dann im Süden dieser Insel, am Burrard Inlet und am Howe Sound, schließlich im Nordosten von Vancouver Island, in den  West Kootenays und an der Sunshine Coast untersucht.
Inzwischen erfolgten sechs Publikationen mit den Titeln The Search for the Tonquin, die 1811 im Clayoquot Sound sank, The Ericsson, Exploring the Lord Western, The Underwater Heritage Of Friendly Cove und Ghost Ships of Royston. Eher an interessierte Taucher wendet sich A Wreck Diver's Guide to Sailing Ship Artifacts of the Nineteenth Century.